# Kobayashi Ichizō

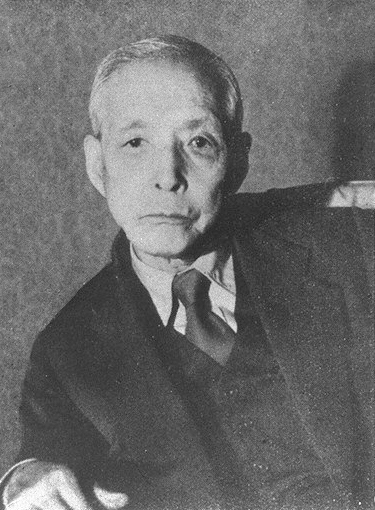
Kobayashi Ichizō

Kobayashi Ichizō (japanisch 小林 一三; geboren 3. Januar 1873 in Nirasaki, Präfektur Yamanashi; gestorben 25. Januar 1957 in der Präfektur Osaka) war ein japanischer Geschäftsmann und Gründer der Hankyū-Gruppe.

## Leben und Wirken
Kobayashi Ichizō machte 1892 seinen Studienabschluss an der Keiō Gijuku, der heutigen Keiō-Universität. 1893 begann er für die Mitsubishi-Bank zu arbeiten. 1907 wirkte er bei der Gründung „Minooshi Arima Eisenbahngesellschaft“ (箕面有馬電鉄) mit, die später zur Hankyū-Unternehmensgruppe ausgebaut wurde. 1927 wurde er deren Präsident, 1934 deren Aufsichtsratsvorsitzender.
Kobayashi entwickelte nicht nur die Eisenbahngesellschaft, sondern erweiterte das Unternehmen um Wohnungsbau, Landentwicklung, Vergnügungsparks und Kaufhäuser. Er stieg mit der Gründung der Takarazuka Revue im Jahr 1913 und der Gründung des Filmstudios Tōhō 1937 auch ins Unterhaltungsgeschäft ein. Während des Pazifikkriegs wirkte er von 1940 bis 1941 als Minister für Industrie und Handel im Kabinett Konoe II und dann 1945 als Präsident der Behörde zur Beseitigung von Kriegsschäden im Kabinett Shidehara. Dann wurde er, wie viele andere Offizielle, von der Besatzungsbehörde von allen öffentlichen Ämtern ausgeschlossen. Seine letzten Aktivitäten betrafen den Gründung von weiteren Unterhaltungsunternehmen.
Obwohl Kobayashi eine herausragende Perspektive und Fähigkeiten im Eisenbahnmanagement besaß, zeigte er eine unverständige und kurzsichtige Haltung gegenüber U-Bahnen. Gegenüber dem Bürgermeister von Osaka, Hajime Seki, der das U-Bahn-Projekt als Teil des Verkehrssystems der Stadt Osaka vorantrieb, äußerte er vehementen Widerstand: „ Wenn man in einem erdbebengefährdeten Land wie Japan U-Bahnen baut, wird das Ihren Namen, Herr Seki, schädigen.“ Er behauptete außerdem: „ Das Eisenbahngeschäft in Osaka wird zwangsläufig bankrottgehen“ und fragte, ob das Bauwerk nicht „ein anachronistisches Relikt der Shōwa-Zeit“ werde.

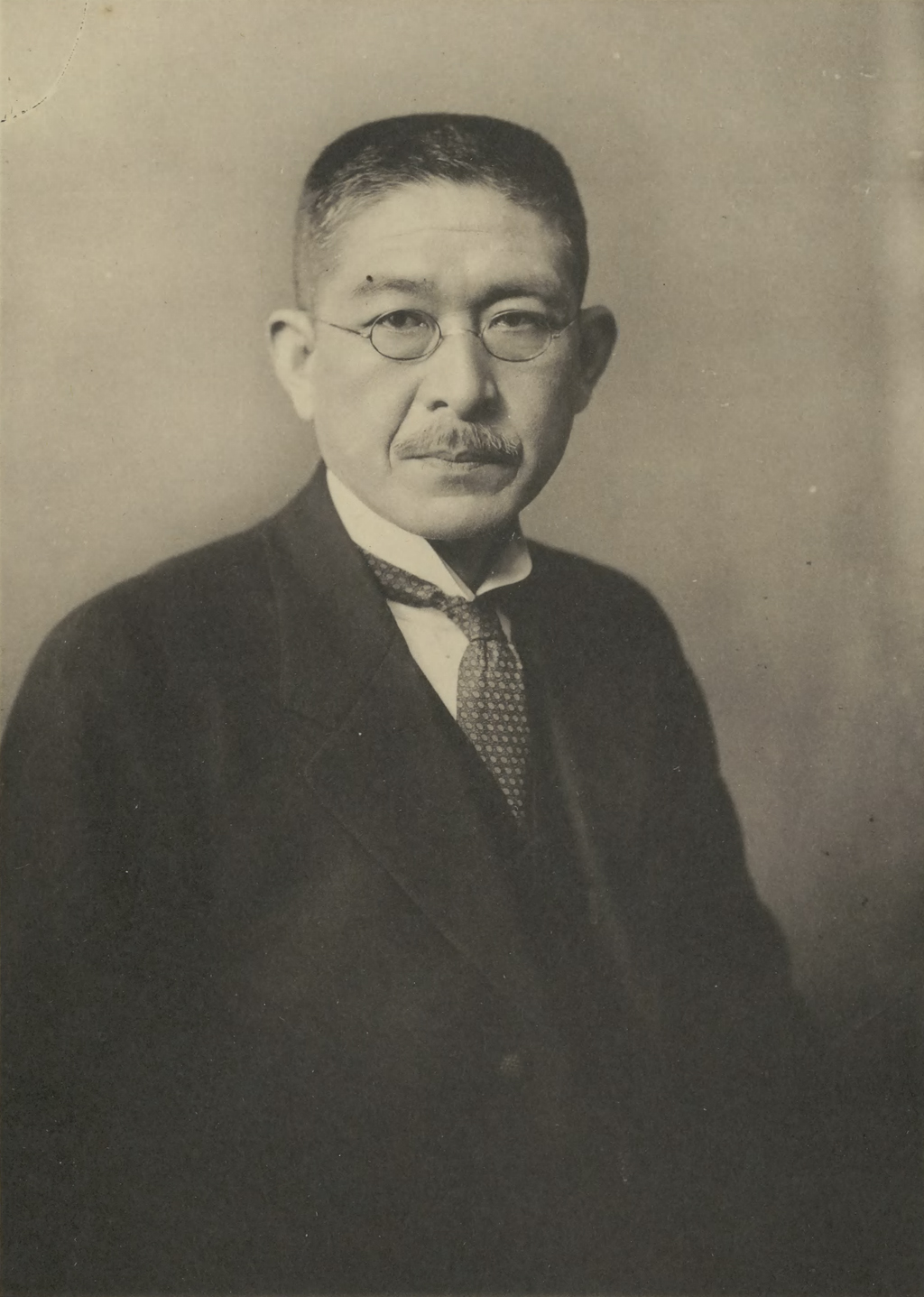
Der Bürgermeister von Osaka, Seki Hajime.
trotzte den Angriffen von Kobayashi, setzte den Bau der U-Bahn um und legte damit den Grundstein für die Entwicklung Osakas.

Diese Vorhersage traf nicht zu, und in der heutigen Stadt Osaka ist die U-Bahn Osaka zu einem wichtigen Verkehrsmittel geworden.
Als Kunstsammler war Kobayashi an klassischer japanischer Malerei und an Objekten der Tee-Zeremonie interessiert. Seine Sammlung wurde in der Stadt Ikeda im Itsuō-Kunstmuseum 1957 der Öffentlichkeit zugänglich gemacht.
Das Leben Kobayashis wurde in „Unser Kobayashi Ichizō, alles klar, richtig, schön“ (わが小林一三 清く正しく美しく, Waga Kobayashi Ichizō kiyoshiku masashiku utsukushiku) dargestellt, verfasst von Sakata Hiroo (1925–2005), der 1984 dafür den Mainichi-Kulturpreis erhielt.